# Osani
Osani är en kommun i departementet Corse-du-Sud på ön Korsika i Frankrike. Kommunen ligger  i kantonen Les Deux-Sevi som tillhör arrondissementet Ajaccio. År 2022 hade Osani 95 invånare.

## Befolkningsutveckling
Antalet invånare i kommunen Osani
Referens:INSEE

## Galleri

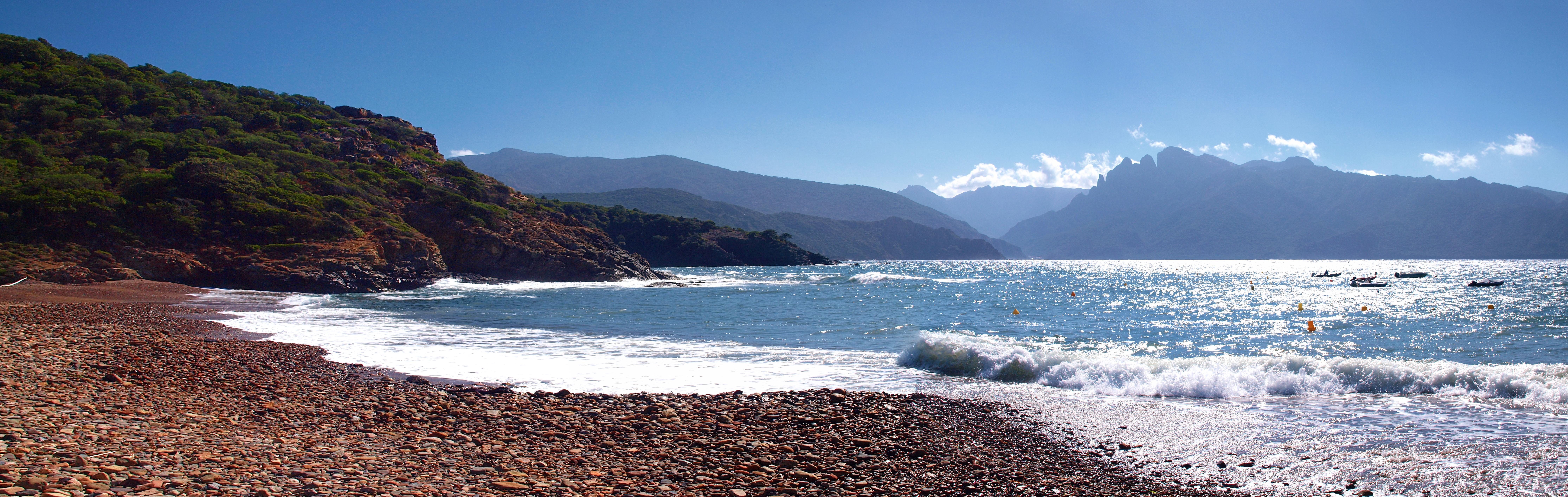
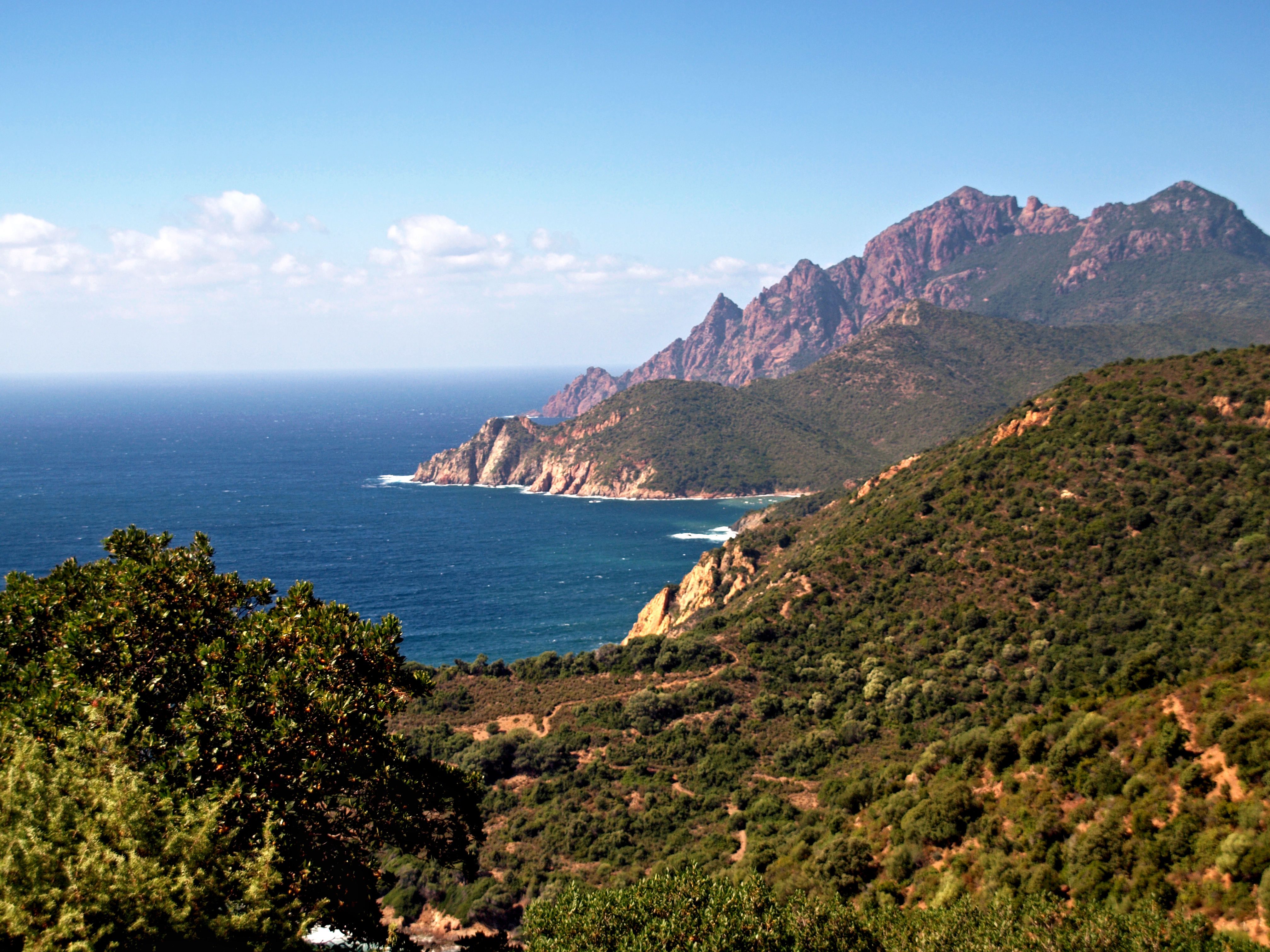
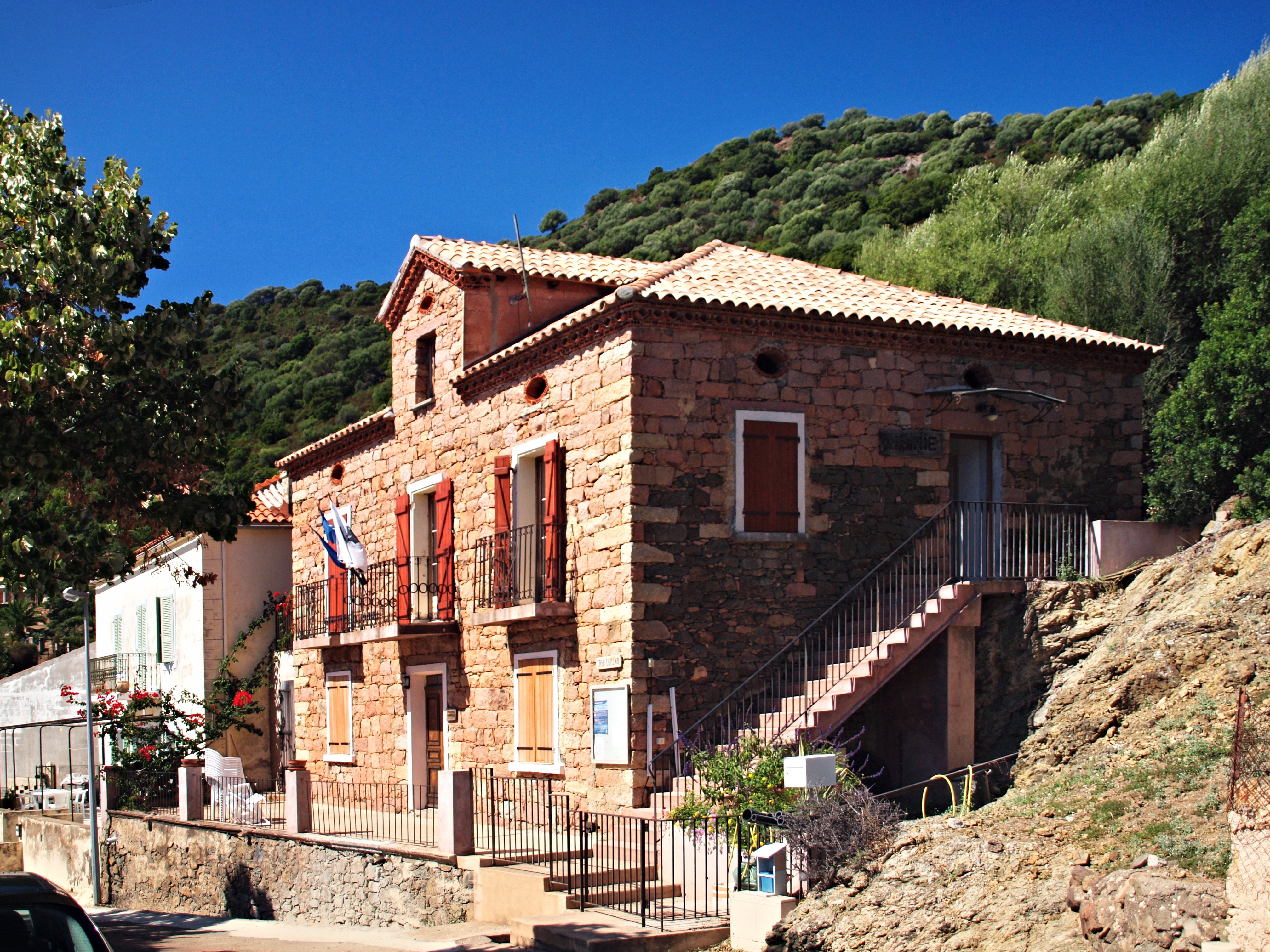
Rådhuset
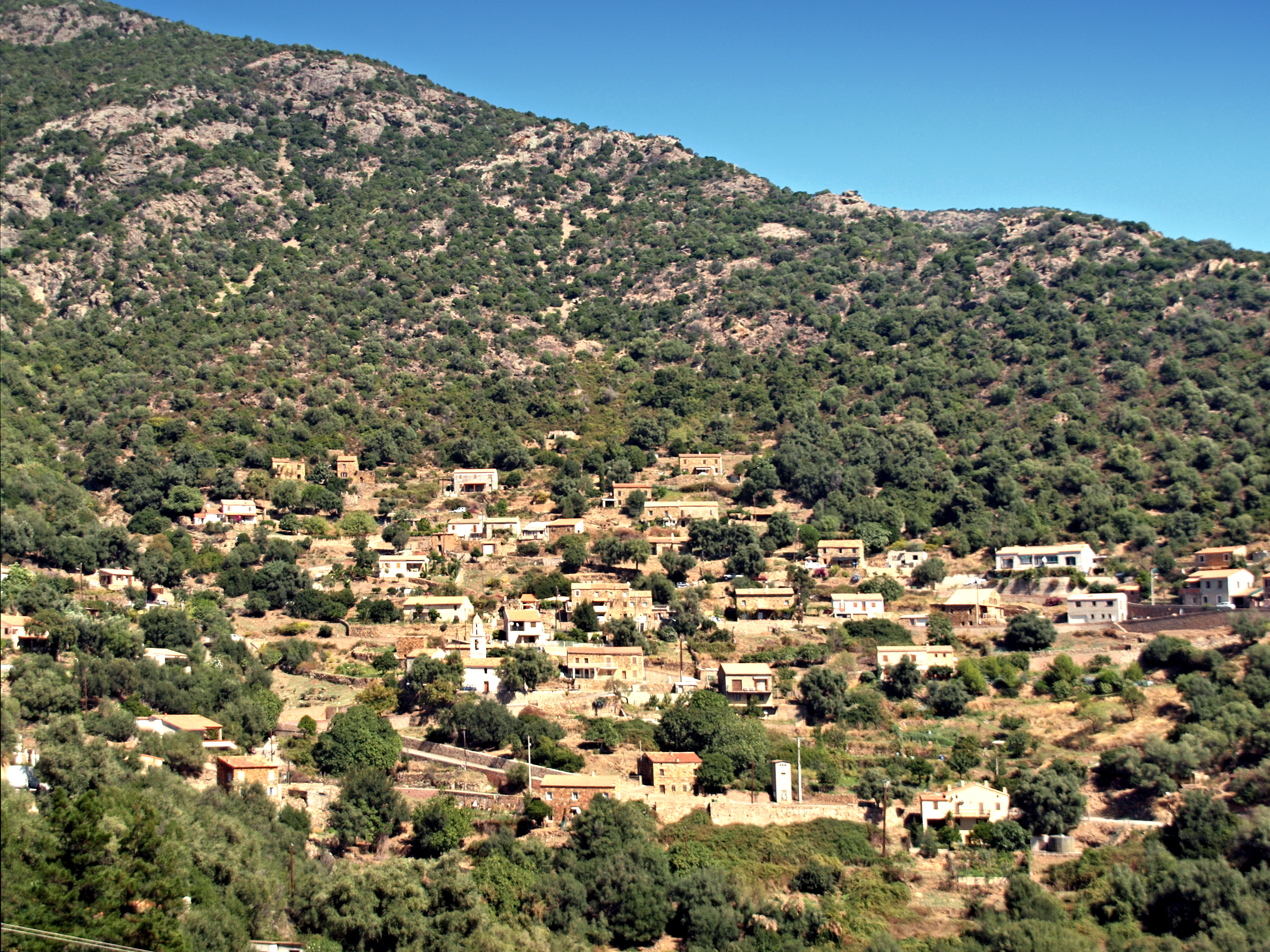
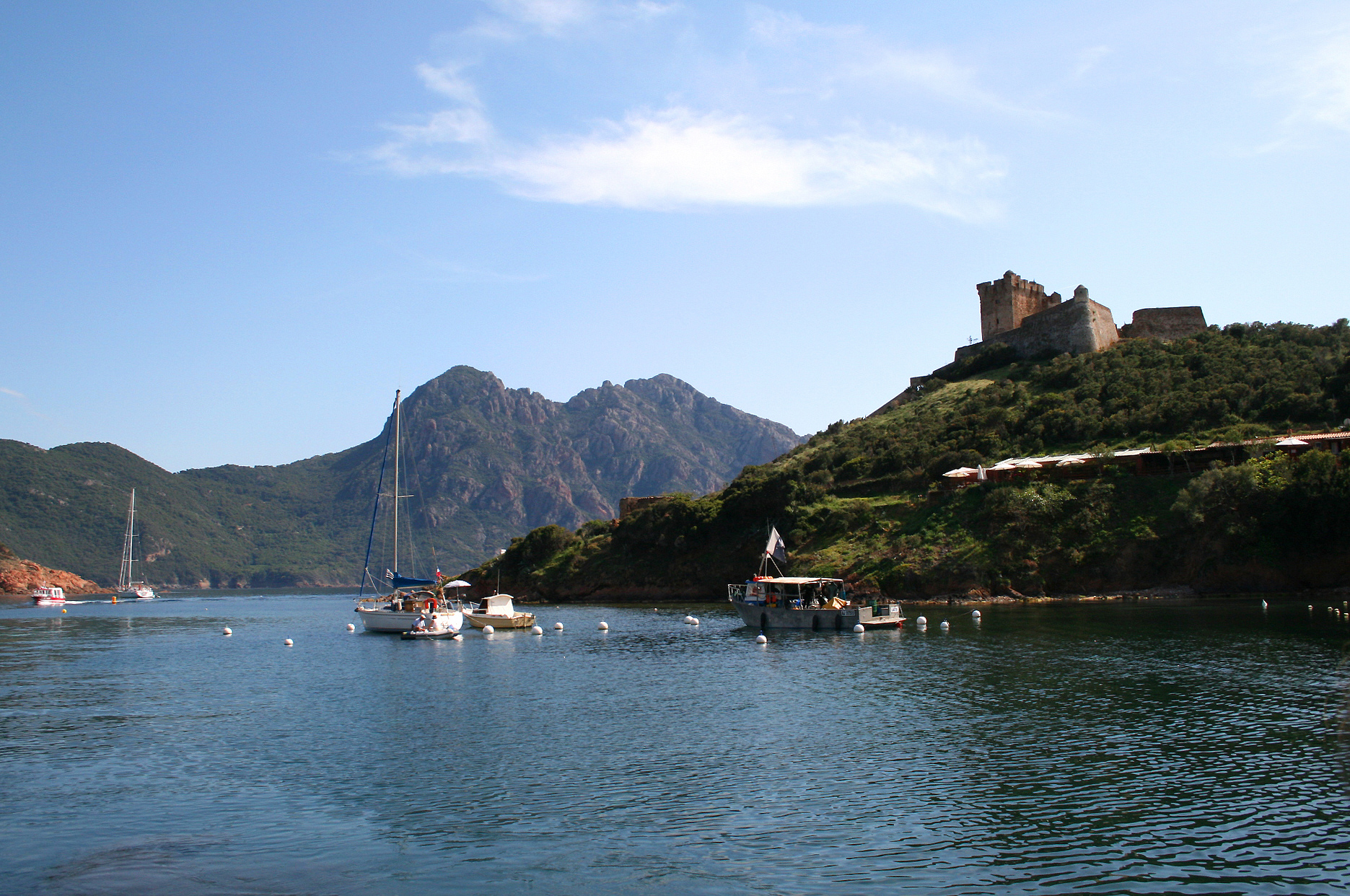
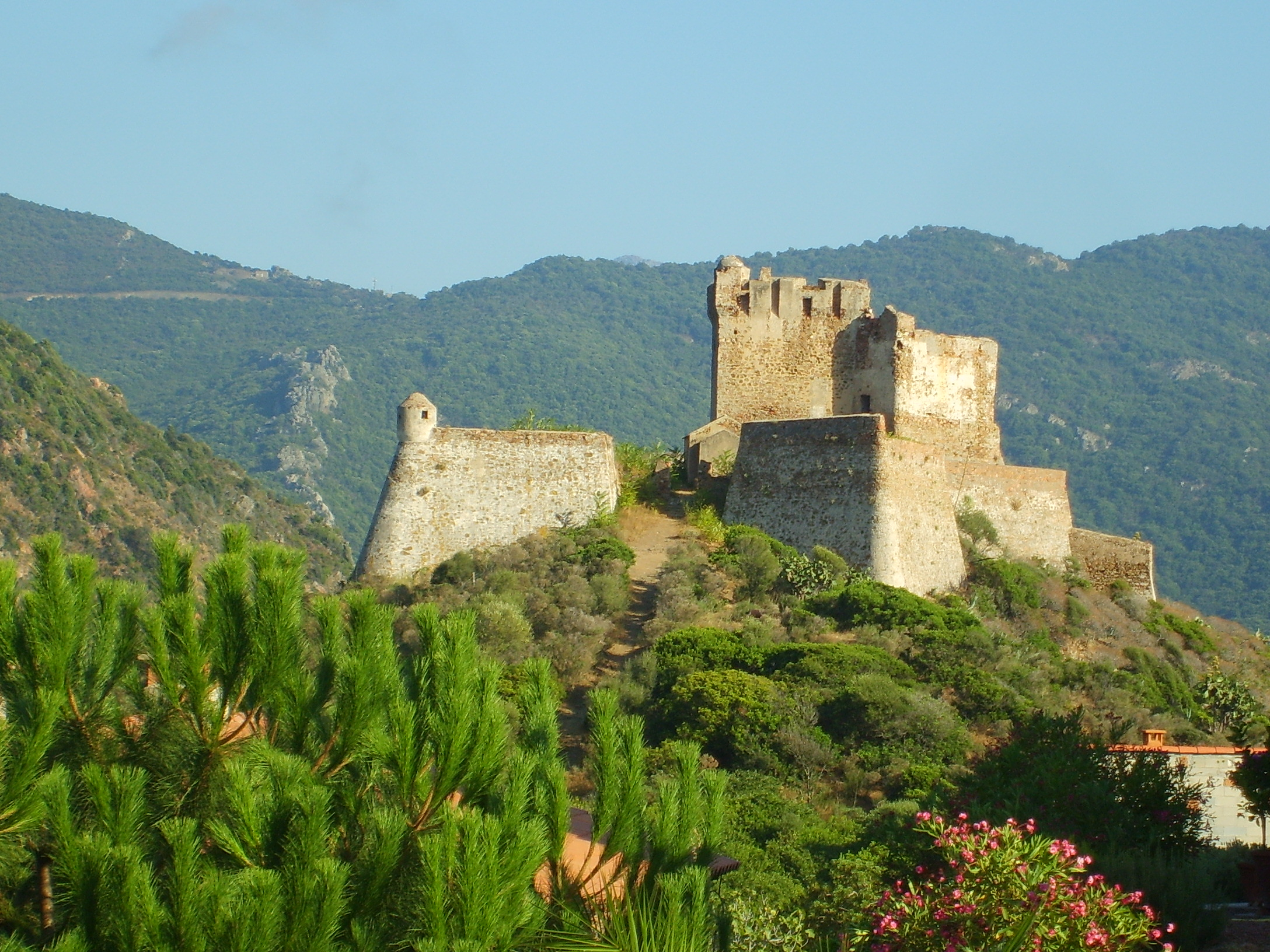
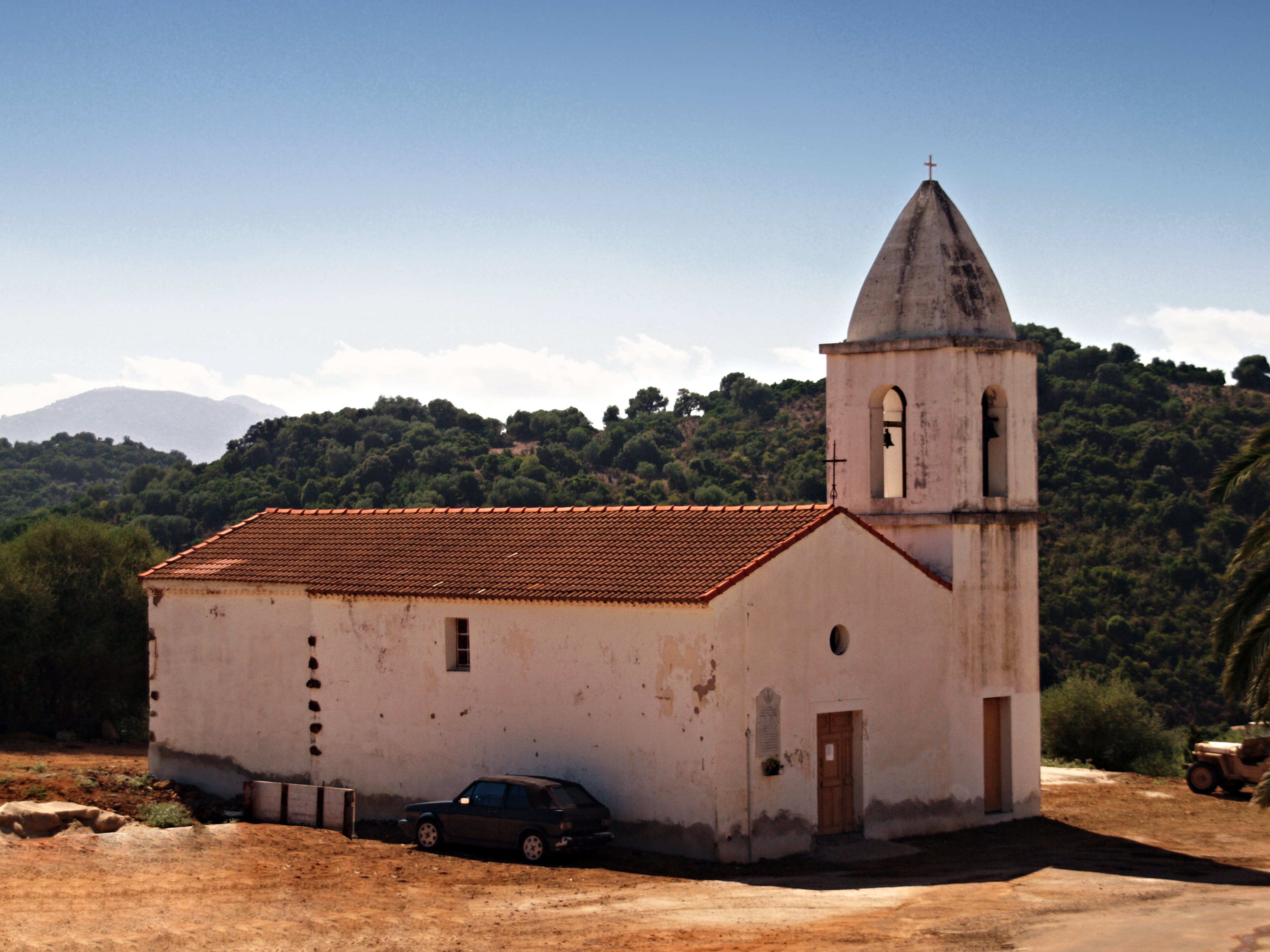
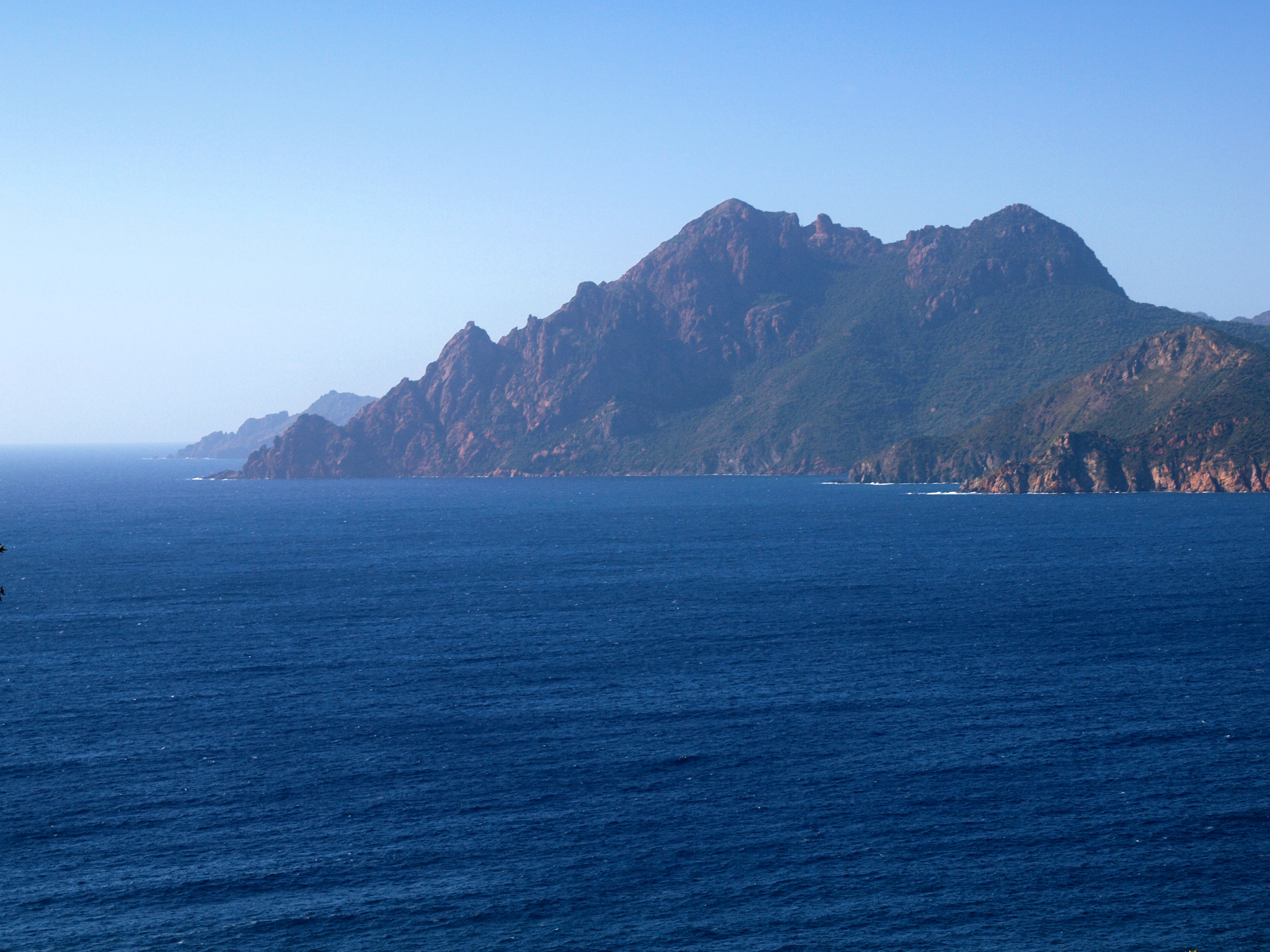
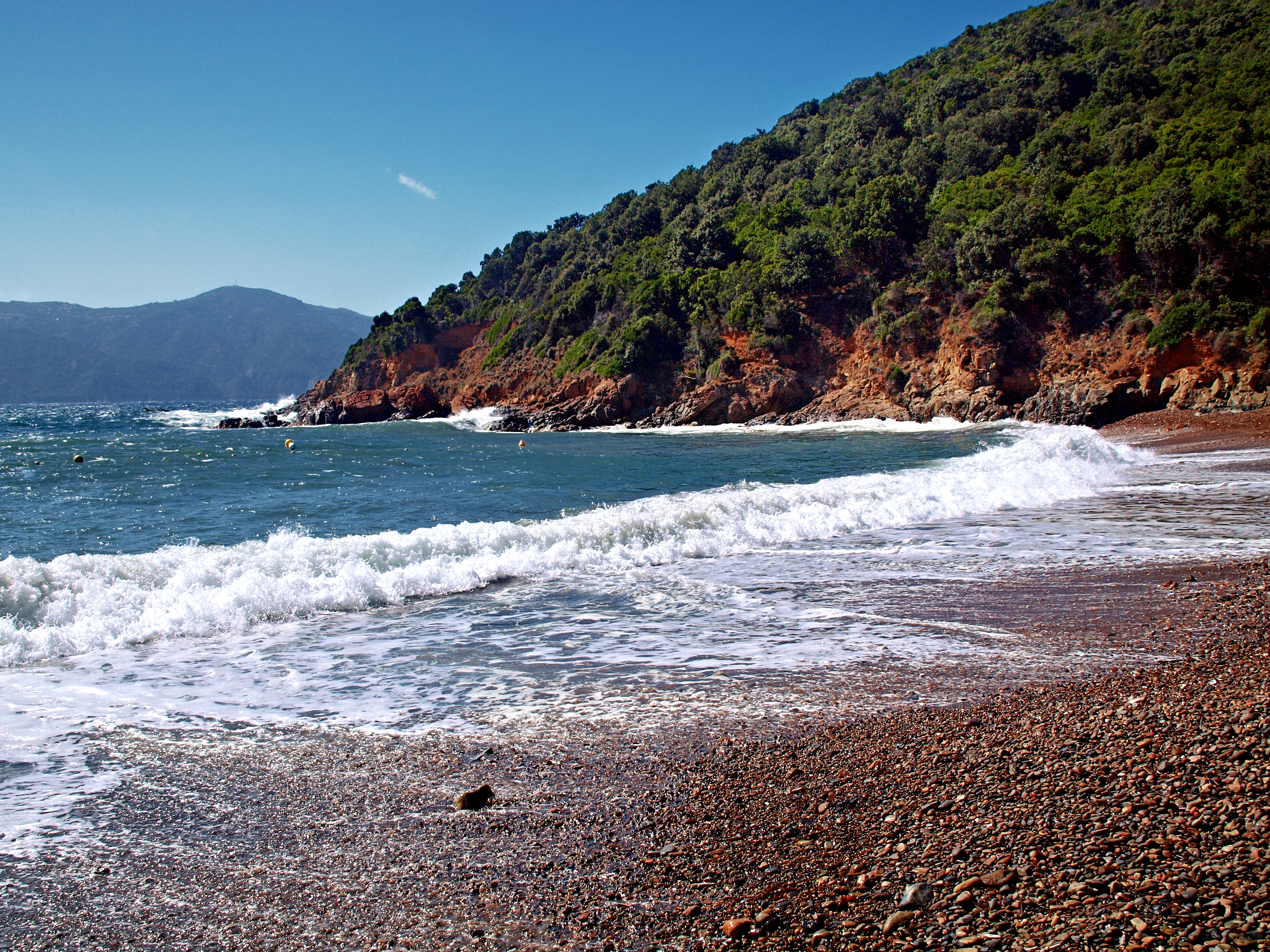
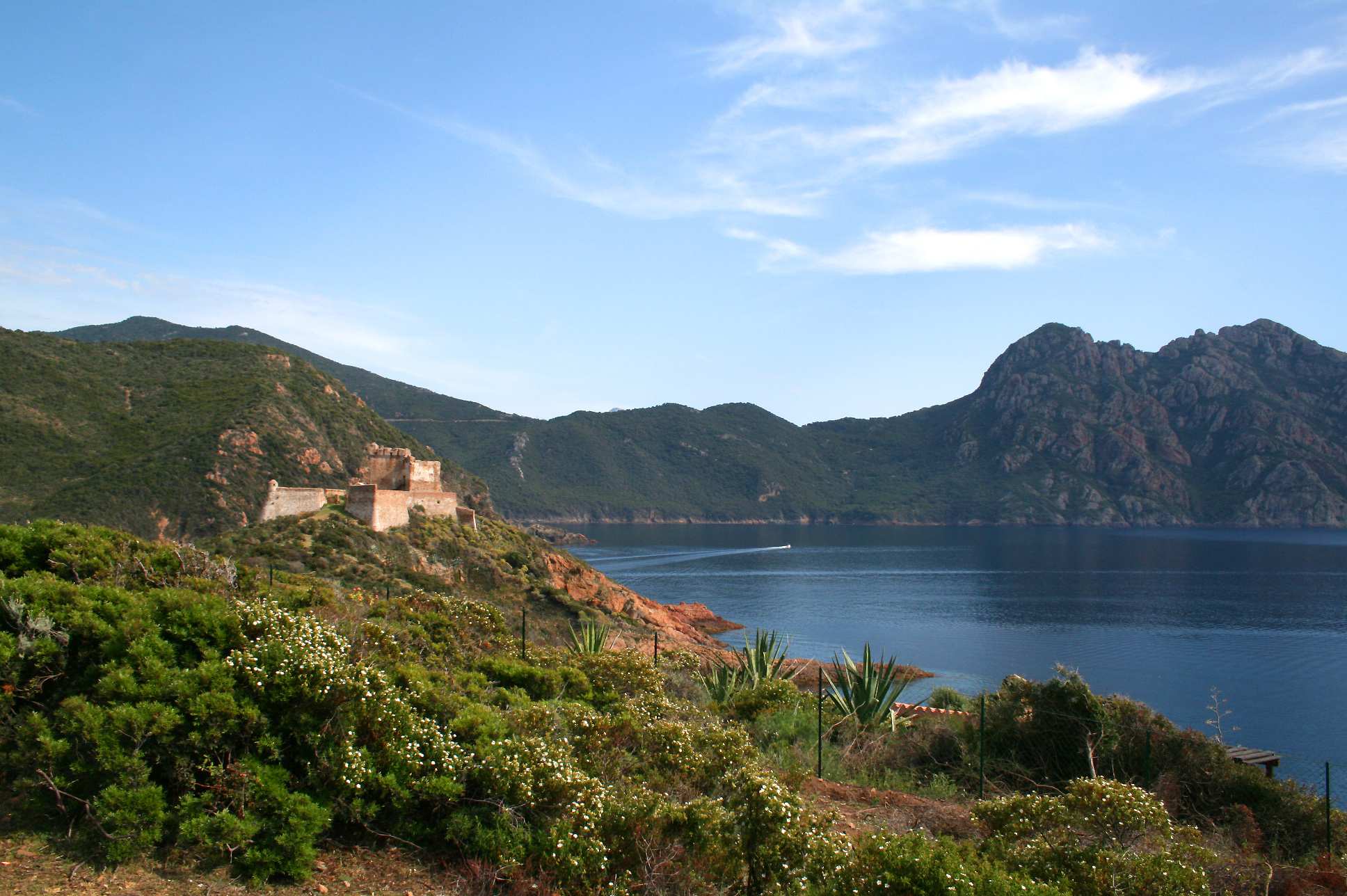